# Юдин, Алексей Фомич
Алексе́й Фоми́ч Ю́дин (1925, Виленка, Сибирский край — 8 июля 1986, Виленка, Красноярский край) — передовик советского сельского хозяйства, бригадир полеводческой бригады колхоза «Страна Советов» Балахтинского района Красноярского края, Герой Социалистического Труда (1948).

## Биография
Родился в 1925 году в селе Виленка (ныне — Балахтинского района Красноярского края) в крестьянской русской семье.
В 1939 году вступил в местный колхоз «Страна Советов», работал на разных работах. С 1943 года в Красной Армии. После учёбы на пулемётных курсах воевал в составе 671 стрелкового полка.
Демобилизовавшись в 1945 году вернулся в родной колхоз и возглавил полеводческую бригаду по выращиванию зерновых.
По итогам работы в 1947 году его бригада выполнила задание и показала высокий результат работы. Был получен урожай пшеницы 31,21 центнера с гектара на площади 20 гектаров.
Указом Президиума Верховного Совета СССР от 10 апреля 1948 года за достижение высоких показателей в производстве продукции сельского хозяйства и высокие урожаи пшеницы Алексею Фомичу Юдину было присвоено звание Героя Социалистического Труда с вручением ордена Ленина и медали «Серп и Молот».
Продолжал трудиться бригадиром.
Умер 8 июля 1986 года.

## Награды
За трудовые успехи был удостоен:
- золотая звезда «Серп и Молот» (10.04.1948)
- орден Ленина (10.04.1948)
- Орден Отечественной войны 1 степени (11.03.1985)
- Медаль За отвагу (14.04.1944)
- другие медали.